# نادژدا گلیزینا-فدوتووا
نادژدا گلیزینا-فدوتووا (انگلیسی: Nadezhda Glyzina-Fedotova؛ زادهٔ ۲۰ مهٔ ۱۹۸۸) بازیکن واترپلو زن اهل روسیه است.